# Risenga
Risenga este o localitate din comuna Asker, provincia Akershus, Norvegia.